# Herzogenaurach
Herzogenaurach je grad u okrugu Erlangen-Höchstadt, u Bavarskoj, Njemačka. Najpoznatiji je po tome što je dom glavnih međunarodnih tvrtki za sportsku opremu Adidas i Puma, kao i velikog proizvođača autodijelova Schaeffler Group.

## Geografija
Herzogenaurach se nalazi u području Bavarske, srednja Frankonija, cca. 23 km sjeverozapadno od Nürnberga. Grad se nalazi na rijeci Aurach, pritoci rijeke Regnitz.

## Povijest
Herzogenaurach se prvi put spominje u dokumentu iz 1002. godine pod imenom Uraha kada je car Svetog Rimskog Carstva Henrik II. grad dodijelio Bamberškoj biskupiji.

## Stanovništvo
Kretanje broja stanovnika:
| Godina | Stanovnika |
| ------ | ---------- |
| 1939.  | 4.940      |
| 1964.  | 11.117     |
| 1972.  | 13.939     |
| 1978.  | 16.349     |
| 1996.  | 22.745     |
| 1999.  | 23.125     |
| 2002.  | 23.141     |
| 2003.  | 23.224     |
| 2005.  | 22.875     |
| 2006.  | 22.895     |
| 2007.  | 22.957     |
| 2008.  | 22.846     |
| 2009.  | 22.789     |
| 2010.  | 22.943     |

## Gradovi prijatelji
- Nova Gradiška, Hrvatska[4]
- Wolfsberg, Austrija
- Kaya, Burkina Faso
- Sainte-Luce-sur-Loire, Francuska

## Poznate osobe
- Lothar Matthäus, njemački nogometaš
- Adolf Dassler, osnivač tvrtke Adidas
- Rudolf Dassler, osnivač tvrtke Puma

## Vanjske poveznice
- Službena stranica

### Ostali projekti
|  | Zajednički poslužitelj ima još gradiva o temi Herzogenaurach |